# Cu un pas înainte
Cu un pas înainte este un serial românesc difuzat pe Pro TV, în perioada 2007-2008.

## Descriere
Talentul, ambiția și entuziasmul nebun al celor de la Academia de Arte ale Spectacolului Carmen Caragiu (Oana Pellea), studenți și profesori deopotrivă, atinge cote maxime în sezonul al III-lea al mult indrăgitului serial. Noul sezon aduce o nouă profesoară de actorie, Ada Ștefan (Andreea Păduraru) menită să-i pună la punct pe tinerii rebeli. Aceasta se dovedește a fi o persoană mai degrabă excentrică, decât dură și le pune probleme studenților nu din cauza exigenței de profesor, ci a orientărilor sale sexuale.

## Distribuție
- Aylin Cadîr - Ela
- Laura Cosoi - Mara Soare
- Ana Ularu - Alexa Iacob
- Elvira Deatcu - Vera Maier
- Oana Pellea - Carmen Caragiu
- Răzvan Vasilescu - Radu Tomozei
- Manuela Hărăbor - Aurora Tomozei
- Cristian Iacob - Cristian Romanescu
- Virgil Ogășanu - Valerică
- Ilinca Tomoroveanu - Marieta
- Crina Semciuc - Olivia Maier
- Ionel Mihăilescu - Ioan Crăciun
- Ecaterina Nazare - Mirela Crăciun
- Diana Cavallioti - Irina Drăgan
- Smiley - Seba
- Victor Rebengiuc - Paul Steiner
- Tamara Buciuceanu - Marga Steiner
- Ion Besoiu - Tudor Avramescu
- Anca Pandrea - Ileana Avramescu
- Emilia Dobrin - Claudia Oancea
- Alexandru Repan - Peter Dinescu
- Rodica Negrea - Clara Dinescu
- Monica Davidescu - Edith Dinescu
- Geanina Ilieș - Katia Dinescu
- George Alexandru - Nelu Coadă
- Constantin Drăgănescu - Vasile Leonte
- Rodica Tapalagă - Maria Leonte #2
- Mircea Rusu - Cezar Boboc
- Mădălina Ghițescu - Luiza Radu
- Eugen Cristea - Directorul Teatrului
- Costel Constantin - Directorul Operei
- Radu Bânzaru - Marius
- Vladimir Găitan - Vasile Leonte #2
- Oana Ștefănescu - Maria Leonte
- Mihai Dinvale - Emil Solcan
- Camelia Zorlescu - Ioana Solcan
- Cristi Hogaș - Matei Leonte #2
- Valentin Uritescu - Septimiu Baltag
- Irina Petrescu - Cornelia Baltag
- Mădalin Mandin - Flo
- Ioana Macarie - Diana Macarie
- Gică Andrușcă - Primarul
- Ion Dichiseanu - Viceprimarul
- Camelia Pintilie - Monica
- Teodora Mareș - Mama Monicăi
- Nicolae Praida - Tatăl Monicăi
- Eugen Jebeleanu - Matei Leonte
- Alexandru Mihăluș - Felix Grama
- Mihai Petre
- Vlad Rădescu - Virgil Maier
- Andreea Păduraru - Ada Ștefan
- Ioan Andrei Ionescu - Vlad
- Aura Călărașu - Mama lui Alin
- Dionisie Vitcu - Tatăl lui Alin
- Dan Rădulescu - Alin Florea
- Alexandru Mărgineanu - Alfred
- Marilena Botiș - Președintele juriului
- Sorin Cociș - Doctor
- Ovidiu Niculescu - Director
- Liviu Cocoru - Dorel
- Răzvan Fodor - Patronul Magazinului